# Міст султана Сулеймана Величного
41°01′19″ пн. ш. 28°34′14″ сх. д. / 41.02180556° пн. ш. 28.57055556° сх. д.
Міст султана Сулейма́на Вели́чного (тур. Kanuni Sultan Süleyman Köprüsü), також відомий як міст Бююкчекмедже, — кам'яний арковий міст, розташований у Бююкчекмедже, за 36 км на захід від центру Стамбула, Туреччина, на фракійській стороні Босфора.
Міст побудовано в османський період головним архітектором Мімаром Сінаном (бл. 1488/1490–1588)

через гирло великої, але неглибокої затоки, відомої як озеро Бююкчекмедже.
Будівництво розпочалося в 1566 році, а міст відкрили в 1567 році.

Під час будівництва, повідомляється, воду викачали з озера Бююкчекмедже, і 40 000 м³ каменів встановили на місце.
Міст складається з 28 прольотів і розділений на чотири секції трьома неглибокими острівцями по своїй довжині.
Його роль, обслуговуючи великі обсяги трафіку як комунікаційну артерію, перебрав на себе широкий сучасний автомобільний міст з боку моря, але міст шістнадцятого століття рекламується через його символічний та історичний резонанс.
У 1986—1989 роках його відреставрували.